# Neodruidismo

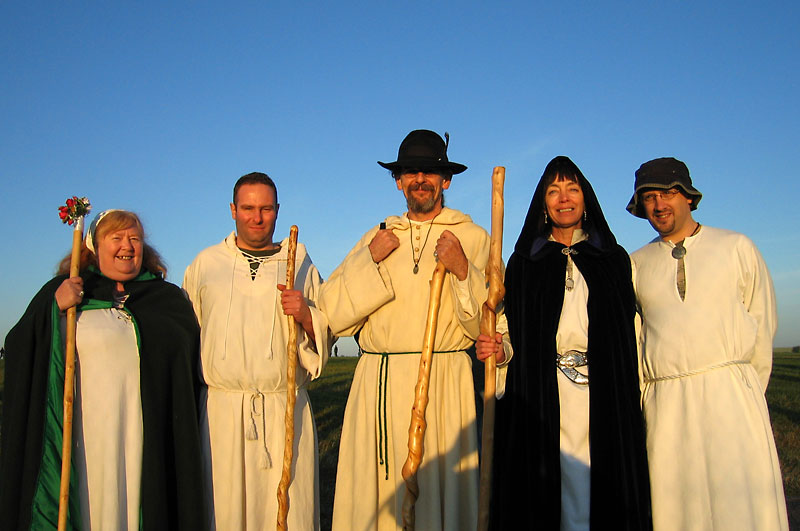
Um grupo de druidas no Reino Unido, vestidos em trajes cerimoniais.

O neodruidismo, também chamado simplesmente de druidismo, é o termo usado hoje em dia para designar a religião praticada pelos neodruidas, isto é, aqueles que através de estudos profundos da história e arqueologia, buscam resgatar a religião dos druidas pré-cristãos e adaptá-la para os dias de hoje. O neodruidismo é uma religião pagã (acredita na sacralidade da natureza), animista e politeísta.
No mundo todo, em especial nos países ocidentais e de matriz europeia, há muitos grupos drúidicos. Os grupos podem ser chamados de "Bosques", "Clareiras", "Ramos" ou "Castros" (em galês, "Caer"), além de se organizarem em Ordens ou Colégios.
Atualmente existem muitos grupos oriundos na Europa central e ocidental que desejam firmar o druidismo, através da prática desta religião. Um destes covens é a Bétula Druida ("Birch Druids") cuja origem é em Londres. Na Europa o druidismo é praticado principalmente no Reino Unido, França e Irlanda mas existem outros grupos em todo o mundo, nos Estados Unidos e na Austrália e Brasil, que trouxeram o druidismo para o Hemisfério Sul.

## Druidismo no Brasil
O Brasil é um país predominantemente de matriz portuguesa e galega, cujas raízes, por sua vez, são celta e romana, embora a restauração autóctone da religião pré-cristã dos ancestrais dos Brasileiros vieram via Estados Unidos/Inglaterra. No Brasil há diversos grupos druídicos espalhados pelo país. Vão desde ordens e irmandades surgidas aqui, como a Ordem Walonom até representantes de algumas da principais organizações druídicas internacionais, como é caso da OBOD (Ordem dos Bardos, Ovates e Druidas) por exemplo.
No Brasil, hoje, existem dezenas de organizações que pregam e ensinam os elementos desta religião — ou filosofia como alguns preferem. Temos grupos em praticamente todos os estados brasileiros, sendo a maioria em pequeno número de pessoas dada ao recente movimento de crescimento desta congregação.

## Druidismo em Portugal e na Galiza
A Ordem dos Bardos, Ovates e Druidas encontra-se representada em Portugal desde 2011, promovendo encontros públicos e outros reservados aos membros, para além dos Cursos de Druidismo em língua portuguesa.
Na Galiza existe a Irmandade Druídica Galaica (IDG) desde 2011, que estende a sua presença pelo território da velha Galécia e, portanto, a actual Galiza, áreas limítrofes ao leste e Região do Norte de Portugal. Este grupo procura a recuperação da druidaria autóctone deste território e o seu reconhecimento como religião oficial, algo conseguido já na Galiza em Julho de 2015, mas ainda não na parte portuguesa.
Ainda que não se considerando como uma organização neo-druídica, no Distrito de Évora reúne-se desde 2004 a Assembleia da Tradição Druídica Lusitana (ATDL), uma associação de carácter espiritual, filosófico, litúrgico e ético, pelo que todas as actividades desenvolvidas no seu seio visam o incremento do sentido de pertença à Tradição Primordial Lusitana, no que se refere às dimensões supracitadas.